# スチボール
スチボール(Stibole)は、仮想上の有機複素環式化合物である。化学式C4H4SbHで五員環を持つ。メタロールの1つであり、窒素がアンチモンに置き換わった、ピロールの構造アナログと見ることもできる。置換誘導体が合成されている。

## 反応
例えば、2,5-ジメチル-1-フェニル-1H-スチボールは、1,1-ジブチル-2,5-ジメチルスタノールとジクロロフェニルスチビンの反応で形成される。スチボールは、フェロセン様のサンドイッチ化合物を形成するのに用いられる。